# Le diecimila porte di January
Le diecimila porte di January (The Ten Thousand Doors of January) è un romanzo fantasy del 2019 della scrittrice statunitense Alix E. Harrow, edito in Italia nel 2020 nella traduzione di Alice Casarini.

## Trama
January Scaller è una bambina di sette anni che vive nel Vermont con il signor Locke, suo tutore; in un'antica magione, ricca manufatti di grande valore, ma anche strani e ignorati da tutti. Suo padre lavora per il signor Locke ed è in viaggio per il globo terracqueo in cerca di nuovi manufatti. Nell'estate del 1901, la piccola January trova una porta; una porta che le dà accesso a mondi magici e avventurosi. Decide d'ignorarla, perché viene giudicata dagli adulti come frivola e infantile. Anni più tardi, tuttavia, troverà dentro uno scrigno un libro dalla copertina in pelle, con il titolo in caratteri dorati, ma logoro e consunto: "LE DIECIM POR". January s'immerge nella lettura, finché capisce che la storia contenuta nel libro la riguarda personalmente.

## Premi e candidature
- Premio Hugo per il miglior romanzo, 2020 (candidato)
- Premio Nebula per il miglior romanzo, 2019 (candidato)
- Premio Locus per la miglior opera prima, 2020 (candidato)
- Premio World Fantasy per il miglior romanzo, 2020 (candidato)
- Compton Crook Award, 2020 (candidato)